# Friedemann Strube
Friedemann Strube (* 1939) ist ein deutscher Musikverleger.
Friedemann Strube ist der Sohn von Adolf Strube. Von ihm übernahm er 1972 zusammen mit Wolfgang Matthei (1925–2009) den Merseburger Verlag, schied dort jedoch 1976 wieder aus. 1977 gründete er den Strube-Verlag in München. Außerdem war er 12 Jahre lang Vorstandsmitglied der Verwertungsgesellschaft Musikedition, zuletzt von Mai 2006 bis 2009 als Präsident, womit er die Nachfolge von Martin Bente antrat. 2019 wurde er zum Ehrenmitglied der VG Musikedition ernannt.